# Allocareproctus jordani
Allocareproctus jordani är en fiskart som först beskrevs av Burke, 1930.  Allocareproctus jordani ingår i släktet Allocareproctus och familjen Liparidae. Inga underarter finns listade i Catalogue of Life.